# Fase de classificació de la Copa d'Àfrica de Nacions 1988
Fase de classificació de la Copa d'Àfrica de Nacions de futbol de l'any 1988.
- Egipte classificat com a campió anterior.
- Marroc classificat com a organitzador.

## Ronda preliminar
| Equip 1                  | Global      | Equip 2           | Anada | Tornada |
| ------------------------ | ----------- | ----------------- | ----- | ------- |
| Guinea                   | 3–1         | Gàmbia            | 2–1   | 1–0     |
| Uganda                   | 5–0         | Somàlia           | 5–0   | 0–0     |
| Angola                   | 1–1 (5–3 p) | Gabon             | 1–0   | 0–1     |
| República Centreafricana | 2–7         | Congo             | 1–2   | 1–5     |
| Sierra Leone             | 3–2         | Libèria           | 2–1   | 1–1     |
| Etiòpia                  | n/d         | Tanzània          | 4–2   | —       |
| Madagascar               | n/d         | Maurici           | —     | —       |
| Ruanda                   | n/d         | Lesotho           | —     | —       |
| Togo                     | n/d         | Guinea Equatorial | —     | —       |
| Tunísia                  | n/d         | Mali              | —     | —       |

| Guinea | 2–1 | Gàmbia |
| ------ | --- | ------ |
|        |     |        |

 Conakry
| Gàmbia | 0–1 | Guinea |
| ------ | --- | ------ |
|        |     |        |

 Banjul
Guinea guanyà 3–1 en l'agregat.
| Uganda | 5–0 | Somàlia |
| ------ | --- | ------- |
|        |     |         |

 Kampala
| Somàlia | 0–0 | Uganda |
| ------- | --- | ------ |
|         |     |        |

 Mogadishu
Uganda guanyà 5–0 en l'agregat.
| Angola  | 1–0 | Gabon |
| ------- | --- | ----- |
| Bolingó |     |       |

 Estádio dos Coqueiros, Luanda
| Gabon           | 1–0 | Angola |
| --------------- | --- | ------ |
| Anotho 68'      |     |        |
| Tanda de penals |     |        |
|                 | 3–5 |        |

 Libreville
Angola guanyà 5–3 en els penals després de 1–1 en l'agregat.
| República Centreafricana | 1–2 | Congo |
| ------------------------ | --- | ----- |
|                          |     |       |

 Bangui
| Congo | 5–1 | República Centreafricana |
| ----- | --- | ------------------------ |
|       |     |                          |

 Brazzaville
Congo guanyà 7–2 en l'agregat.
| Sierra Leone | 2–1 | Libèria |
| ------------ | --- | ------- |
|              |     |         |

 Freetown
| Libèria | 1–1 | Sierra Leone |
| ------- | --- | ------------ |
|         |     |              |

 Monròvia
Sierra Leone guanyà 3–2 en l'agregat.
| Etiòpia | 4–2 | Tanzània |
| ------- | --- | -------- |
|         |     |          |

 Addis Ababa
| Tanzània | n/d | Etiòpia      |
| -------- | --- | ------------ |
|          |     | Abandonament |

Tanzània es classificà, Etiòpia abandonà.
| Madagascar | n/d | Maurici      |
| ---------- | --- | ------------ |
|            |     | Abandonament |

Madagascar es classificà, Maurici abandonà.
| Ruanda | n/d | Lesotho      |
| ------ | --- | ------------ |
|        |     | Abandonament |

Ruanda es classificà, Lesotho abandonà.
| Togo | n/d | Guinea Equatorial |
| ---- | --- | ----------------- |
|      |     | Abandonament      |

Togo es classificà, Guinea Equatorial abandonà.
| Tunísia | n/d | Mali         |
| ------- | --- | ------------ |
|         |     | Abandonament |

Tunísia es classificà, Mali abandonà.

## Primera ronda
| Equip 1       | Global | Equip 2      | Anada | Tornada |
| ------------- | ------ | ------------ | ----- | ------- |
| Algèria       | 2–1    | Tunísia      | 1–0   | 1–1     |
| Kenya         | 3–2    | Madagascar   | 2–0   | 1–2     |
| Nigèria       | 3–1    | Togo         | 2–0   | 1–1     |
| Camerun       | 6–4    | Uganda       | 5–1   | 1–3     |
| Costa d'Ivori | 4–1    | Congo        | 2–0   | 2–1     |
| Moçambic      | 3–4    | Zimbàbue     | 1–1   | 2–3     |
| Senegal       | 4–0    | Guinea       | 4–0   | 0–0     |
| Sudan         | 2–1    | Tanzània     | 1–0   | 1–1     |
| Zaire         | 3–1    | Angola       | 3–0   | 0–1     |
| Ghana         | 1–2    | Sierra Leone | 1–2   | 0–0     |
| Líbia         | n/d    | Zàmbia       | —     | —       |
| Malawi        | n/d    | Ruanda       | —     | —       |

| Algèria           | 1–0 | Tunísia |
| ----------------- | --- | ------- |
| Madjer 19' (pen.) |     |         |

| Tunísia      | 1–1 | Algèria   |
| ------------ | --- | --------- |
| Rakbaoui 31' |     | Menad 38' |

Algèria guanyà 2–1 en l'agregat.
| Kenya                   | 2–0 | Madagascar |
| ----------------------- | --- | ---------- |
| Ayoyi 31' · Magongo 41' |     |            |

| Madagascar              | 2–1 | Kenya      |
| ----------------------- | --- | ---------- |
| Yves 10' · Velonosy 15' |     | Odembo 30' |

Kenya guanyà 3–2 en l'agregat.
| Nigèria                       | 2–0 | Togo |
| ----------------------------- | --- | ---- |
| Okorowanta 17' · Obobaifo 45' |     |      |

| Togo  | 1–1 | Nigèria    |
| ----- | --- | ---------- |
| ? 36' |     | Edobor 90' |

Nigèria guanyà 3–1 en l'agregat.
| Camerun                                                  | 5–1 | Uganda    |
| -------------------------------------------------------- | --- | --------- |
| Ekéké 12' · Sinkot 21' · Omam-Biyik 49', 52' · Milla 67' |     | Nkata 34' |

| Uganda                               | 3–1 | Camerun        |
| ------------------------------------ | --- | -------------- |
| Hasule 41' · Mokiri 50' · Bogere 69' |     | Omam-Biyik 79' |

Camerun guanyà 6–4 en l'agregat.
| Costa d'Ivori   | 2–0 | Congo |
| --------------- | --- | ----- |
| Traoré · Fofana |     |       |

| Congo  | 1–2 | Costa d'Ivori   |
| ------ | --- | --------------- |
| Nkéoua |     | Traoré · Fofana |

Costa d'Ivori guanyà 4–1 en l'agregat.
| Moçambic | 1–1 | Zimbàbue   |
| -------- | --- | ---------- |
| Chababe  |     | Chunga 12' |

| Zimbàbue                                | 3–2 | Moçambic               |
| --------------------------------------- | --- | ---------------------- |
| Ndunduma 39' · Tauro 63' · Chawanda 75' |     | Chababe 29' · Nico 62' |

Zimbabwe guanyà 4–3 en l'agregat.
| Senegal                                    | 4–0 | Guinea |
| ------------------------------------------ | --- | ------ |
| Sarr 24' (pen.), 72' · Seck 46' · Youm 90' |     |        |

| Guinea | 0–0 | Senegal |
| ------ | --- | ------- |
|        |     |         |

Senegal guanyà 4–0 en l'agregat.
| Sudan          | 1–0 | Tanzània |
| -------------- | --- | -------- |
| Waleed Tashein |     |          |

 Khartoum
| Tanzània   | 1–1 | Sudan             |
| ---------- | --- | ----------------- |
| Manara 19' |     | Majdi Kassala 59' |

 Dar es Salaam
Sudan guanyà 2–1 en l'agregat.
| Zaire                  | 3–0 | Angola |
| ---------------------- | --- | ------ |
| Tueba · Santos · Nkama |     |        |

| Angola           | 1–0 | Zaire |
| ---------------- | --- | ----- |
| Jesus 19' (pen.) |     |       |

Zaire guanyà 3–1 en l'agregat.
| Ghana           | 1–2 | Sierra Leone    |
| --------------- | --- | --------------- |
| Abdul Razak 80' |     | Dumbuya 5', 55' |

| Sierra Leone | 0–0 | Ghana |
| ------------ | --- | ----- |
|              |     |       |

Sierra Leone guanyà 2–1 en l'agregat.
| Líbia | n/d | Zàmbia       |
| ----- | --- | ------------ |
|       |     | Abandonament |

Líbia es classificà, Zàmbia abandonà.
| Malawi | n/d | Ruanda       |
| ------ | --- | ------------ |
|        |     | Abandonament |

Malawi es classificà, Ruanda abandonà.

## Segona ronda
| Equip 1  | Global       | Equip 2       | Anada | Tornada |
| -------- | ------------ | ------------- | ----- | ------- |
| Malawi   | 1–4          | Costa d'Ivori | 1–2   | 0–2     |
| Nigèria  | 3–2          | Sierra Leone  | 3–0   | 0–2     |
| Camerun  | 2–1          | Sudan         | 2–0   | 0–1     |
| Zimbàbue | 1–1 (g.c.c.) | Kenya         | 1–1   | 0–0     |
| Senegal  | 0–0 (2–4 p)  | Zaire         | 0–0   | 0–0     |
| Algèria  | n/d          | Líbia         | —     | —       |

| Malawi | 1–2 | Costa d'Ivori |
| ------ | --- | ------------- |
| Sinalo |     | Traoré        |

| Costa d'Ivori  | 2–0 | Malawi |
| -------------- | --- | ------ |
| Traoré · Tiehi |     |        |

Costa d'Ivori guanyà 4–1 en l'agregat.
| Nigèria         | 3–0 | Sierra Leone |
| --------------- | --- | ------------ |
| Edobor · Siasia |     |              |

| Sierra Leone          | 2–0 | Nigèria |
| --------------------- | --- | ------- |
| Dumbuya 5' · Kanu 90' |     |         |

Nigèria guanyà 3–2 en l'agregat.
| Camerun                   | 2–0 | Sudan |
| ------------------------- | --- | ----- |
| Omam-Biyik 3' · Milla 90' |     |       |

| Sudan            | 1–0 | Camerun |
| ---------------- | --- | ------- |
| Jamal Kadous 50' |     |         |

Camerun guanyà 2–1 en l'agregat.
| Zimbàbue     | 1–1 | Kenya      |
| ------------ | --- | ---------- |
| Ndunduma 76' |     | Oyiela 88' |

| Kenya | 0–0 | Zimbàbue |
| ----- | --- | -------- |
|       |     |          |

Kenya es classificà pel valor doble dels gols en camp contrari després de 1–1 en l'agregat.
| Senegal | 0–0 | Zaire |
| ------- | --- | ----- |
|         |     |       |

 Dakar
| Zaire           | 0–0 | Senegal |
| --------------- | --- | ------- |
|                 |     |         |
| Tanda de penals |     |         |
|                 | 4–2 |         |

Zaire guanyà 4–2 en els penals després de 0–0 en l'agregat.
| Algèria | n/d | Líbia        |
| ------- | --- | ------------ |
|         |     | Abandonament |

Algèria es classificà, Líbia abandonà.

## Equips classificats
Els 8 equips classificats foren:
- Algèria
- Camerun
- Egipte (vigent campió)
- Costa d'Ivori
- Kenya
- Marroc (seu)
- Nigèria
- Zaire